# To Please One Woman
To Please One Woman er en amerikansk stumfilm fra 1920 af Lois Weber.

## Medvirkende
- Claire Windsor som Alice Granville
- Edith Kessler som Cecilia Granville
- George Hackathorne som Freddy
- Edmund Burns som Dr. John Ransome
- Mona Lisa som Leila
- Howard Gaye
- Lee Shumway som Lucien Wainwright
- Gordon Griffith som Bobby Granville